# Limosina citrina
Limosina citrina är en tvåvingeart som först beskrevs av Richards 1968.  Limosina citrina ingår i släktet Limosina och familjen hoppflugor. Inga underarter finns listade i Catalogue of Life.